# Uli Aigner
Uli Aigner (* 1965 in Gaming) ist eine österreichische bildende Künstlerin, Zeichnerin, Fotografin und Videokünstlerin.

## Leben und Wirken
Nach ihrer Töpferlehre, mit dem Gesellenbrief als Abschluss, studierte sie von 1984 bis 1990 Produktdesign bei Matteo Thun an der Universität für Angewandte Kunst in Wien, Diplom mit Auszeichnung (1990). 1991 bis 1993 absolvierte sie ein postgraduales Studium an der Filmakademie Baden-Württemberg. 2001 bis 2003 war sie Gastprofessorin an der Akademie der Bildenden Künste in München. 2006 bis 2010 war Uli Aigner Leiterin der Lothringer13 – Städtische Kunsthalle München.
Seit den 90er Jahren umfassen ihre Arbeiten Videos, Performances, Rauminstallationen, großformatige Buntstiftzeichnungen und Porzellanobjekte, die in renommierten internationalen Museen, Institutionen und Galerien gezeigt werden. Seit 2011 lebt Uli Aigner mit Partner Michal Kosakowski und ihrer Familie in Berlin und widmet sich ihrer eigenen künstlerischen Produktion.

## Ausstellungen

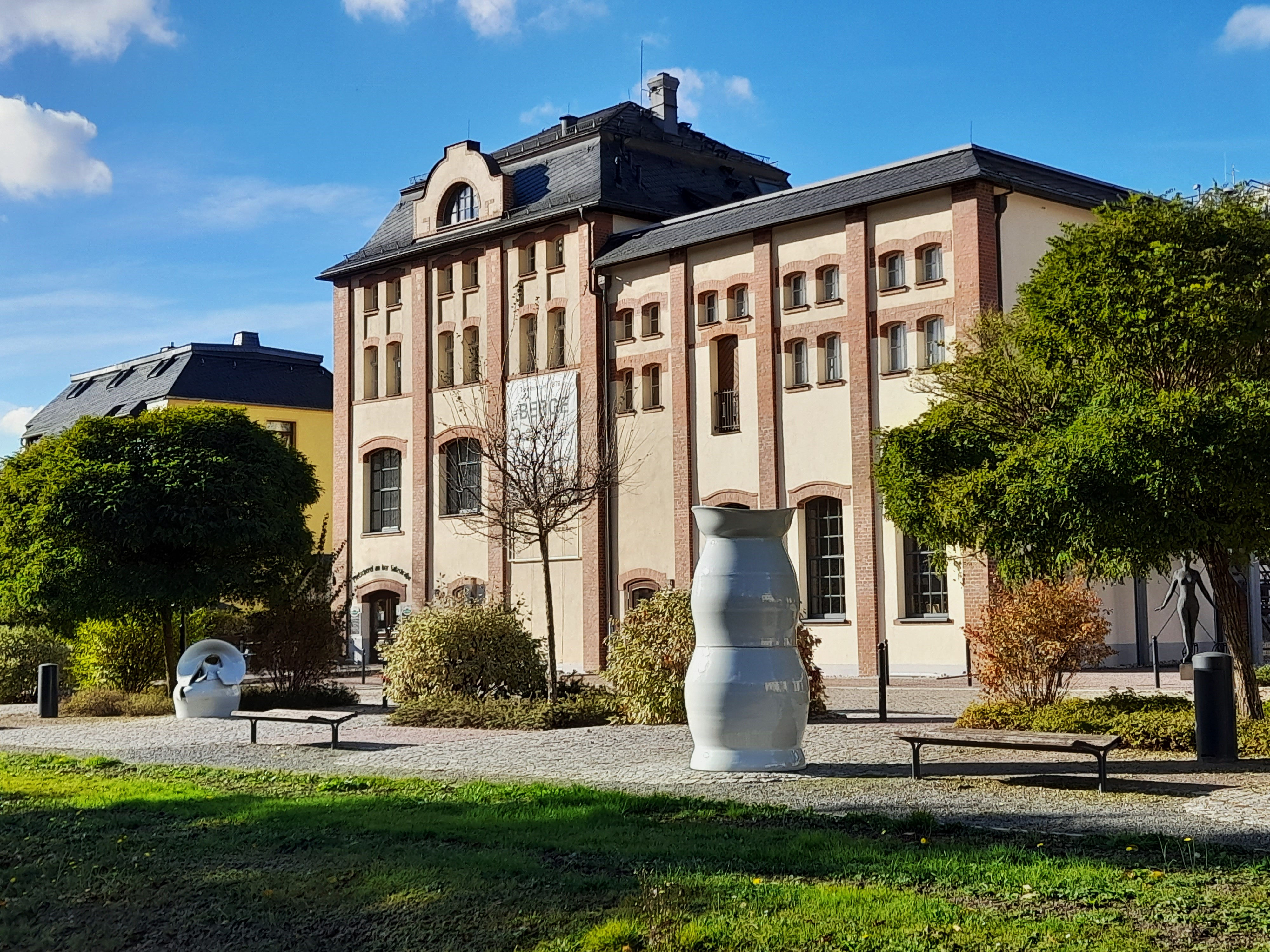
Skulpturen One Million Item 3501 und 3502 (Uli Aigner) in Lößnitz (Erzgebirge) im Rahmen des Kunstprojekts "Purple Path" der Kulturhauptstadt Europas Chemnitz 2025

### Einzelausstellungen
- 1987: "Zum Beispiel - Uli Aigner", Galerie Kunstformen Jetzt, Salzburg
- 1989: "Sexshop Fenster", Raum Christof Bochdansky, Wien
- 1992: "Fiktives Zimmer", Akademie Schloss Solitude, Stuttgart
- 1993: "I say,...", Ausstellungsraum Art Acker, Berlin
- 1993: "bin zuhause", Galerie Fotohof, Salzburg
- 1994: "insane", Galerie Grita Insam, Wien
- 1995: "Metanoia", MAK – Österreichisches Museum für angewandte Kunst / Gegenwartskunst, Wien
- 1995: "Im Wäschekorb", Neue Galerie, Graz
- 1996: "Figure in Landscape", Austrian Cultural Forum, London
- 1996: "Landschaft + later", mit Christina Mackie, Galerie Grita Insam, Wien
- 1997: "overqualified, full rotation & wood", mit Linda Herritt, Galerie Art&IDEA, Mexiko-Stadt
- 1998: "washing basket", curatorial space Heidi Zuckerman correct, New York
- 1998: "Anni und Sepp", Galerie Grita Insam, Wien
- 1999: "welldone", Museum Moderner Kunst Stiftung Ludwig 20er Haus, Wien
- 1999: „welldone, Teil 2“, Wiener Festwochen & Museum Moderner Kunst Stiftung Ludwig, Wien
- 1999: "Jeden Tag steh' ich auf und zieh mich an", Diashow, Medienwerkstatt, Wien
- 2000: „I like it more beautiful“, Galerie Art&IDEA, New York
- 2001: "enemy contact", Austrian Cultural Forum, London
- 2001: "welldone", Kunstverein, Schwäbisch Hall
- 2001/02: „A Visit to Freud's“[1], Freud Museum, London
- 2003: „bekommen“, zusammen mit Christian Hutzinger, Halle Bernsteiner, Wien
- 2004/05: „Keimzelle des Staates“, Zeichnung und Installation, Lentos Kunstmuseum Linz, Österreich
- 2005: „ghostAkademie“, 11 Videovorträge und Rauminstallation, Rathausgalerie München
- 2006: "ghostAkademie", Kunstverein Innsbruck, Österreich
- 2007: "Loveship", Haydee Rovirosa Gallery, New York
- 2008: "Chain Reaction", Galerie von maltzahn fine arts, München
- 2010: "Das neugierige Museum", Lentos Kunstmuseum Linz, Österreich
- 2011: "Portraits", Galerie von maltzahn fine arts, München
- 2014/15: "Offene Form 36", Installation im öffentlichen Raum, Artbox, MQ – MuseumsQuartier Wien
- 2015: "Offene Form/Eine Million", Galerie Elisabeth Zeigt, Wien
- 2015: "Gemacht! Done!", Revolver Publishing, Berlin
- 2016: "Die ersten Neunhundert", Sonntag, Adrian Schiesser, April Gertler, Berlin

### Gruppenausstellungen
- 2000: „The Cleaning Material Show“, the Store, Istanbul / „Die Kunst der Stunde ist Widerstand“ Kunsthalle, Wien / „there is something you should know“, EVN-Sammlung, Schloss Belvedere, Wien
- 2001: „Video“, Galerie Barbara Gross, München, Deutschland / „Reise ins Ich“ Sammlung Essl, Klosterneuburg, Wien / „Figur/Gegenfigur“, Rupertinum, Salzburg, Österreich
- 2002: „Never alone again“, La Panaderia, Mexiko-Stadt / „buy a dream store“, Apartman Projesi, Istanbul / „mons veneris: female geographies“, Austrian Cultural Forum, London
- 2003: „Großer Sommer an der Thaya“ / 4 KünstlerInnen Projekt, Drosendorf, Österreich / „let’s twist again“, performance exhibition, Kunsthalle Exnergasse, Wien
- 2004: „Flexibilität“ („flexibility“), Kunstverein Wolfsburg, Deutschland / „Eigensinn und Eigensicht, Selbstporträts von Wiener Künstlern“ Kulturforum, Prag and Old City Hall, Brünn / „Frauenbild“ Landesmuseum St. Pölten, Österreich
- 2006: „Keimzelle des Staates“  und „ghostAkademie“, Art & IDEA at Art Miami / „ghostAkademie“ in „Trajectories“, National Museum Riga, Lettland / „Gezeichnet“, Niederösterreichisches Landesmuseum, St. Pölten, Österreich
- 2007: „Lange nicht gesehen“, Museum auf Abruf, Wien, Österreich / „Große Malerei“, Lentos Kunstmuseum Linz, Österreich / „Weibliche Vorlieben“, Pasinger Fabrik, München / „Gabriele Münter Preis“, Martin-Gropius-Bau Berlin